# Cistícola grinyolaire
La cistícola grinyolaire (Cisticola chiniana) és una espècie d'ocell de la família del Cisticolidae que és nativa al sud de l'equador d'Àfrica i part d'Àfrica de l'Est. És una espècie molt comuna i abundant a la sabana i zones de matolls ja sigui en regions àrides, humides o zones muntanyoses. Especialment durant l'estiu, és molt conspicu a causa del cant estrident que fa des de llocs prominents ja que piula notes estridents i repetitives des de llocs prominents.

## Hàbitat i distribució
Es troba a Angola, Botswana, Burundi, República del Congo, República Democràtica del Congo, Eswatini, Etiòpia, Kenya, Malawi, Moçambic, Namíbia, Somàlia, Àfrica del Sud, Sudan del Sud, Tanzània, Uganda, Zàmbia i Zimbàbue.
L'hàbitat natural són les sabanes i els boscos àrids, semiàrids o humits, sovint dominats per arbres o arbustos espinosos (Dichrostachys, etc.). Tanmateix, també es troba habitualment als boscos de Miombo i mopane i és una de les espècies d'ocells més comunes a la plana costanera de Moçambic. També és present a les terres altes orientals i a les terres altes d'Àfrica oriental per sota dels 2.000 m. A més, utilitza alguns ecotons, com ara vores de conreu, marges de bosc dens i boscos que voregen el delta de l'Okavango.
La cistícola grisa la substitueix en boscos de fulla ampla raquítica i boscos secs caducifolis sobre substrats sorrencs, mentre que diverses espècies de Cisticola la substitueixen en llocs pantanosos. Co-habita amb altres espècies de Prinia.

## Hàbits
Especialment a l'estiu, passen molt de temps piulant de manera notòria des de les capçades d'arbre o arbustos. La crida estrident es pot representar com "txee-txee txitxi-txirrrrr", però varia d'un individu a un altre.

## Nidificació

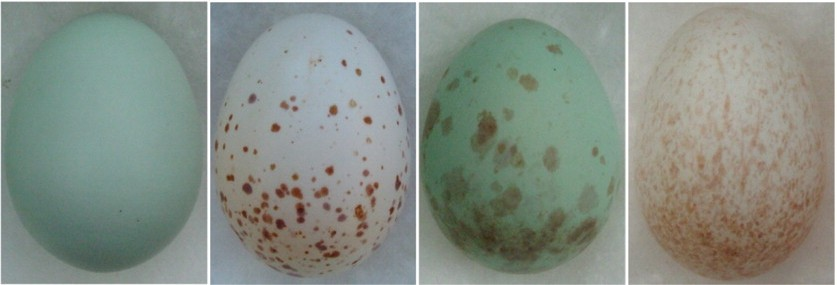
Sèrie d'ous que mostren variacions de color de fons i taques.

La reproducció es produeix durant l'estació humida a la primavera i l'estiu. Construeixen un niu en forma de bola amb fulles d'herba molt gruixudes que està folrat per dins amb matèria vegetal fina.

## Subespècies
S'accepten disset subespècies:
- C. c. simplex (Heuglin, 1869) — Sudan del Sud y RDC fins a Uganda
- C. c. fortis Lynes, 1930 — Gabon, els dos Congo i d'Angola a Zàmbia
- C. c. fricki Mearns, 1913 — Etiòpia i les muntanyes del nord de Kenya
- C. c. humilis Madarász, 1904 — Est d'Uganda i oest de les serralades de Kenya
- C. c. ukamba Lynes, 1930 — Serralades de la zona centre de Kenya i el nord de Tanzània
- C. c. heterophrys Oberholser, 1906 — Planures costeres de Kenya i Tanzània
- C. c. victoria Lynes, 1930 — Zona est del Llac Victòria
- C. c. fischeri Reichenow, 1891 — Tanzània
- C. c. keithi Parkes, 1987 — Tanzània
- C. c. mbeya Parkes, 1987 — Tanzània
- C. c. emendatus Vincent, 1944 — Sud de Tanzània, Malawi y nord de Moçambic
- C. c. procerus W.K.H.Peters, 1868 — Est de Zàmbia i centre deMoçambic
- C. c. bensoni Traylor, 1964 — Sud de Zàmbia
- C. c. smithersi B.P.Hall, 1956 — Zona superior de la regió del riu Zambezi
- C. c. chiniana (A.Smith, 1843) — Altiplà central del sud d'Àfrica
- C. c. frater Reichenow, 1916 — Namíbia
- C. c. campestris Gould, 1845 — Plana costanera oriental del sud d'Àfrica

## Galeria

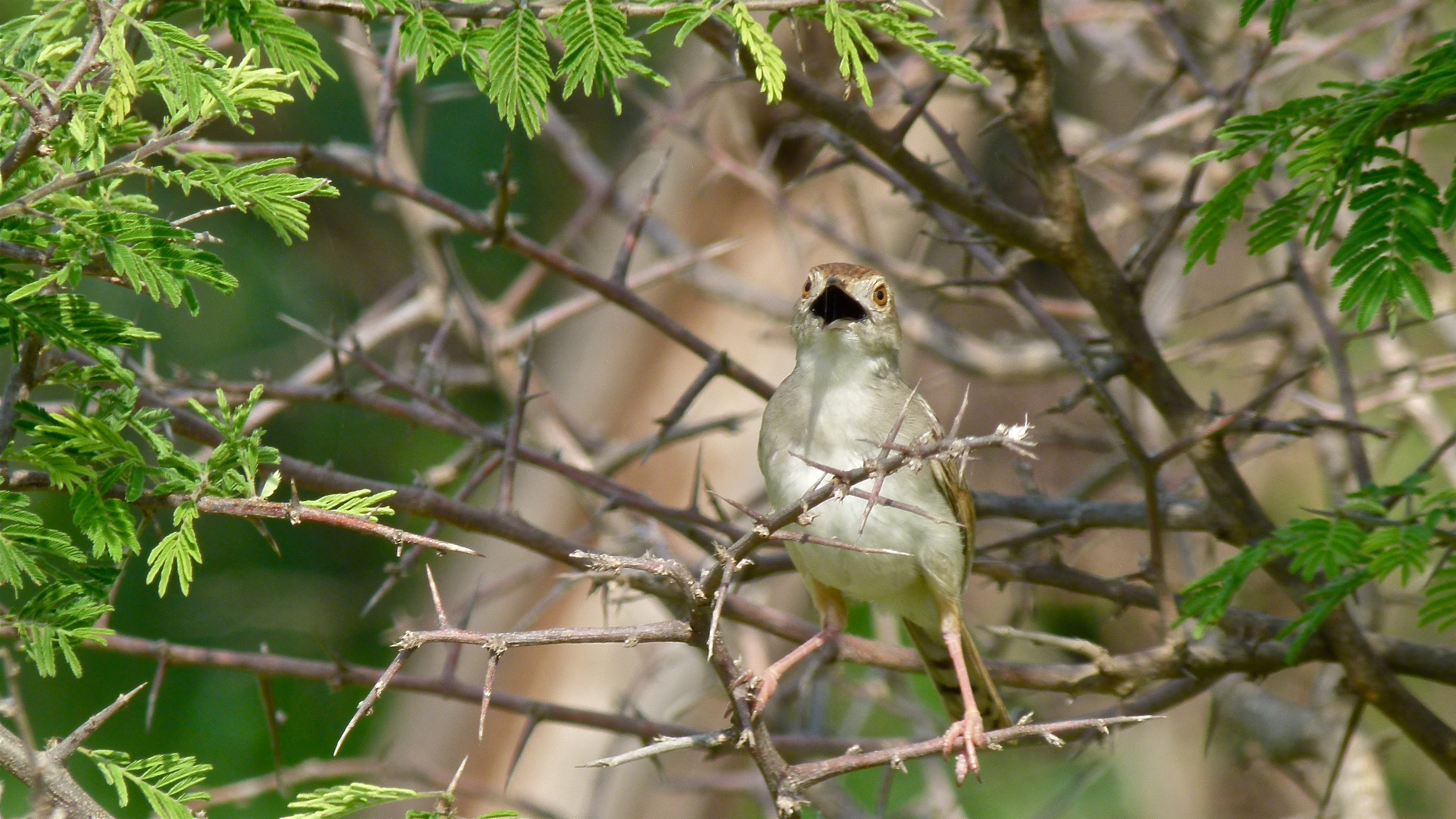
C. c. campestris al Parc Nacional Kruger. La gola negre és evident mentre canta.
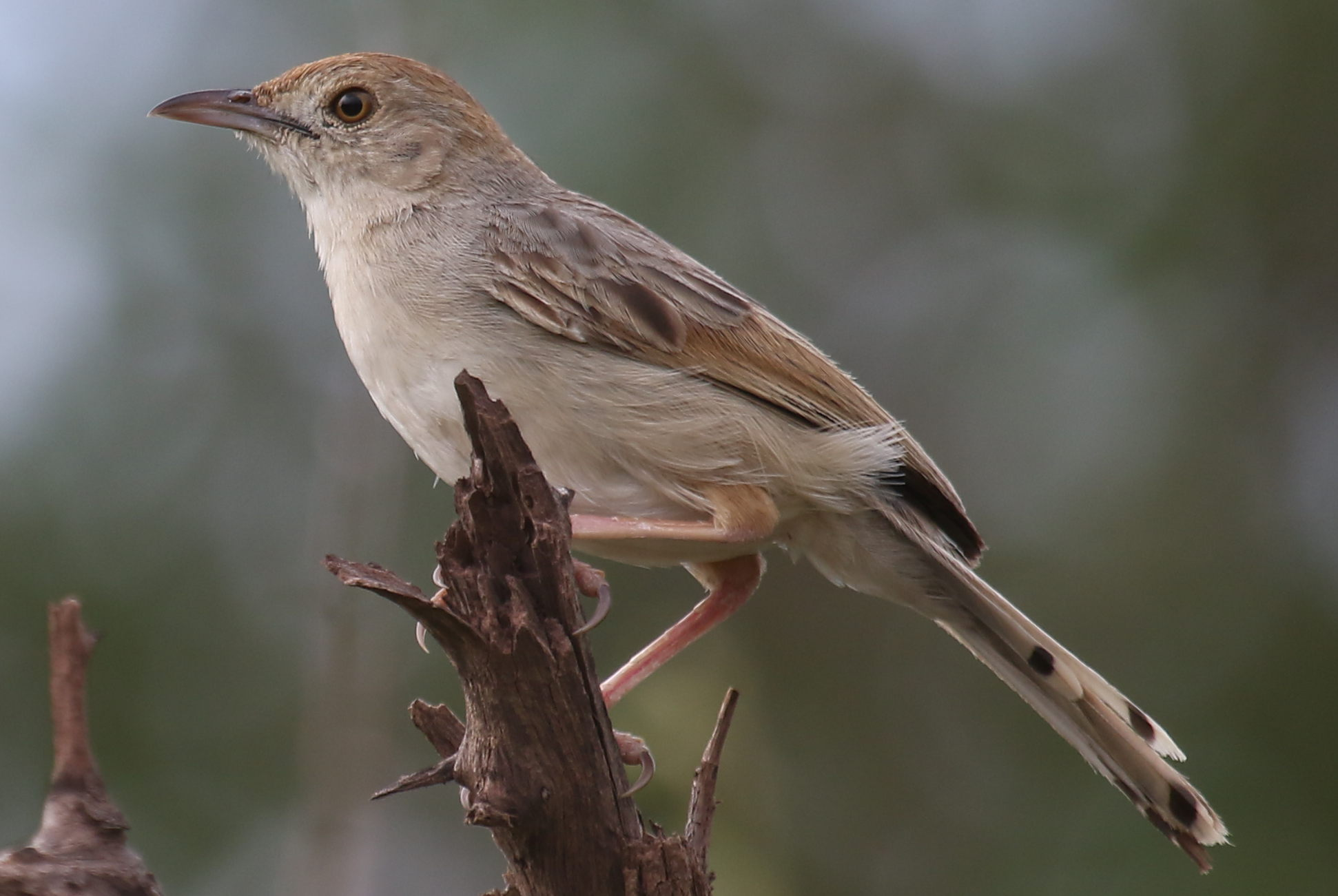
La subespècie nominada al Parc Nacional de Marakele
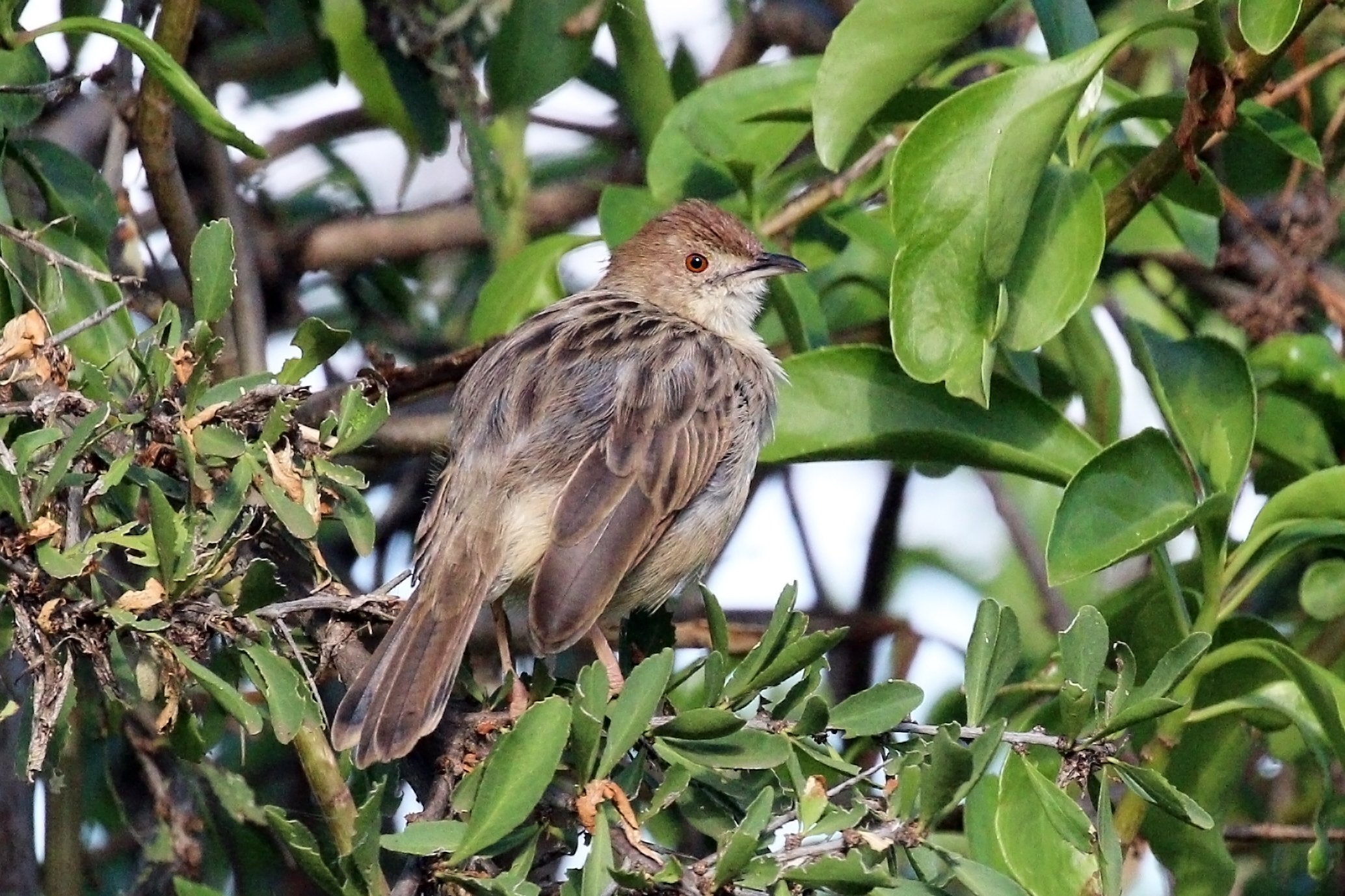
C. c. humilis, Soysambu Conservancy, Kenya
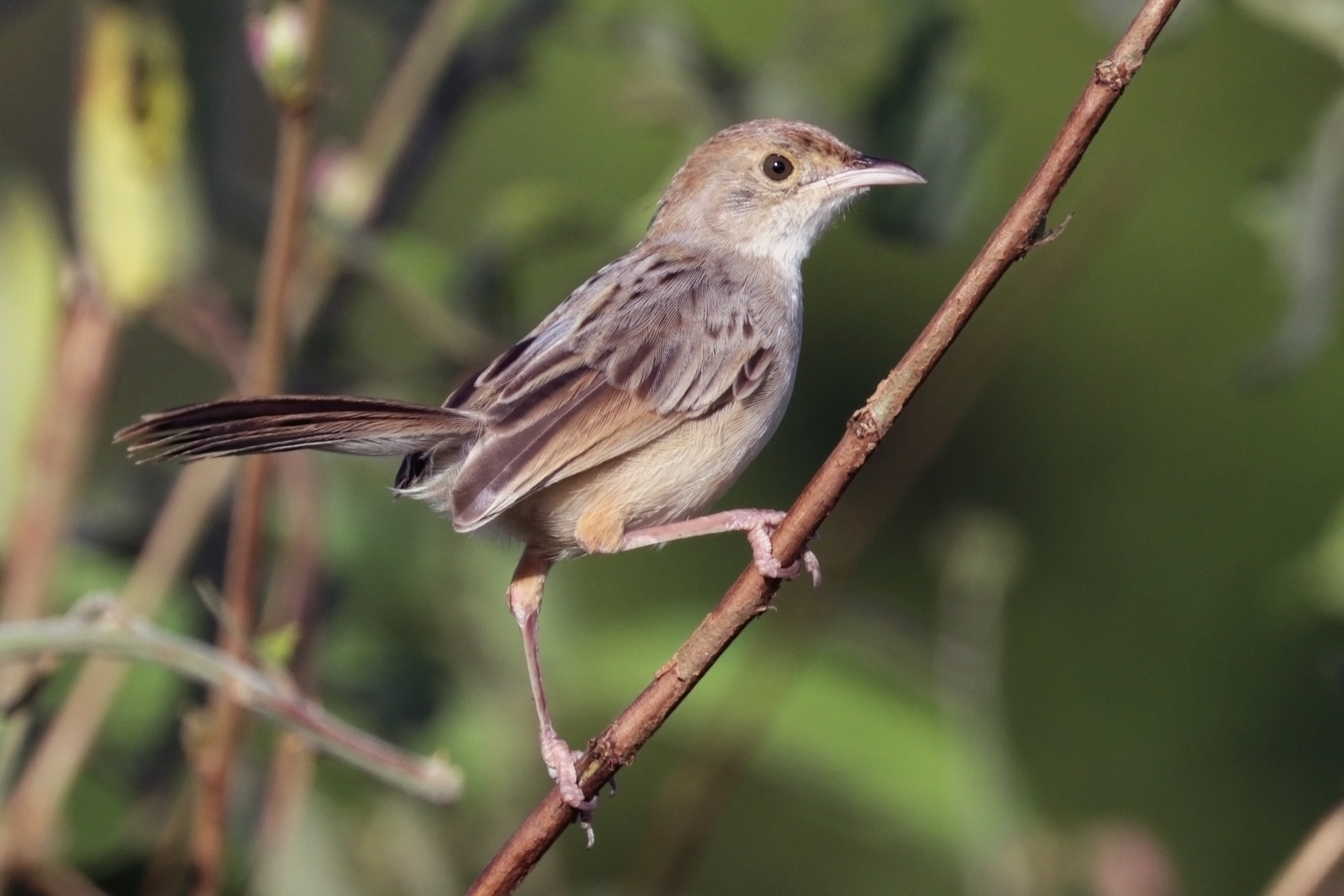
C. c. smithersi, Matetsi Safari Area, Zimbabwe